# 西山村 (新潟県西頸城郡)
西山村（にしやまむら）は、かつて新潟県西頸城郡にあった村。

## 沿革
- 1889年（明治22年）4月1日 - 町村制の施行により、西頸城郡北山村、角間村及び砂場村の区域をもって、西頸城郡西山村が発足する。
- 1901年（明治34年）11月1日 - 西頸城郡東早川村、西山村及び東山村が合併して、西頸城郡上早川村が発足する。